# البدوية العاشقة (فلم)
البدوية العاشقة هو فيلم مصري عرض عام 1963، بطولة كمال الشناوي وسميرة توفيق، ومن إخراج نيازي مصطفى.

## قصة الفيلم
عالم آثار مصري شاب يذهب إلى جبل لبنان ينقب على الآثار وهناك يلمح فتاة من البادية يجن بها حبًّا. وتبادله الحب من أول نظرة، لكنها تخطب إلى ابن عمها، ويحاول الشاب المصري أن يخطبها من أبيها، لكن الأب يرفض طبقًا لتقاليد القبيلة. تجمع المصادفة بين العاشقين في بيروت، ويعرف الأثري الشاب أنها سوف تزف إلى ابن العم، يحاول أن يوقف الزواج ويختطفها، يطارده رجال القبيلة ويموت ابن العم برصاصة ويتهم الشاب في الجريمة لكن القاتل الحقيقي لا يلبث أن يظهر.

## طاقم التمثيل
- كمال الشناوي: (أحمد)
- سميرة توفيق: (سلمى)
- نجوى فؤاد: (علية الراقصة)
- صلاح نظمي: (زياد العجيلي)
- صباح العمري: (والد سلمى)
- سيد المغربي: (فؤاد)
- نصير قرطباوي: (القاتل)
- نادية حمدي: (وفية)
- صابر أبو لبن: (بدوي)
- فوزي الكيالي: (مدير الآثار)
- ملفينا أمين
- يوسف حسني
- بهية أمير

## فريق العمل
- إخراج: نيازي مصطفى
- قصة وسيناريو: بدر نوفل
- حوار: بهجت قمر
- مدير التصوير: يوسف كرامة
- مونتاج: عبد العزيز فخري
- إنتاج: العصرية للسينما (عبد الرحمن كيخيا)
- توزيع داخل مصر: أفلام كمال الشناوي
- توزيع خارج مصر: العصرية للسينما (عبد الرحمن كيخيا)
- تأليف الأغاني: عبد الغني الشيخ
- ألحان الأغاني: عبد الغني الشيخ، جميل العاص
- موسيقى الرقصة: فريد الأطرش